# Federação de Futebol do Vietnã
A Federação de Futebol do Vietnã (VFF) (em vietnamita:  Liên Đoàn Bóng Đá Việt Nam) é o órgão dirigente do futebol do Vietnã, responsável pela organização dos campeonatos disputados no país, bem como os jogos da seleção nacional masculina e feminina nas diferentes categorias. Foi fundada em 1960 e é filiada à Federação Internacional de Futebol (FIFA) desde 1952 e à Confederação Asiática de Futebol (AFC) desde 1954. A sede fica localizada na capital do país, Hanói, e Lê Hùng Dũng é o atual presidente da entidade.

## História

### História do futebol do Vietnã
O futebol entrou no Vietnã pelos franceses, em 1896, sendo introduzido primeiro em Cochinchina (Nam Kỳ), e depois se espalhou a outras regiões da colônia – as regiões Norte e central.

### Federação de Futebol do Vietnã
Em 1960, a Federação de Futebol do Vietnã foi fundada no Norte e seu primeiro presidente foi Hà Đăng Ấn, chefe do Departamento Ferroviário e ex-estrela do futebol. No Sul sob o controle da República do Vietnã, uma associação semelhante também foi fundada para administrar as atividades do futebol nesta região.
Em 1989, após as reformas Đổi mới, os esportes vietnamitas começaram a retornar a eventos internacionais. Após três meses de elaboração, em agosto de 1989, o primeiro congresso da nova federação de futebol foi realizado em Hanói, declarando a fundação da Federação de Futebol do Vietnã. Trịnh Ngọc Chữ, vice-ministro do Departamento Geral de Esportes, foi eleito presidente da VFF, e Lê Thế Thọ foi nomeado secretário-geral.

## Situação atual
Apesar de representar o futebol vietnamita, a VFF tem sido criticada pelo seu manejo ineficiente da seleção nacional nos últimos anos.

## Seleção nacional
A Seleção Vietnamita vencera os Jogos do Sudeste Asiático (JSA), em 1959, e chegou à final da competição Copa Asiática de 1956.

## Federações regionais
Vinte e quatro federações provinciais são membros constitutivos da VFF:

### Norte
- Federação de Futebol de Hanói
- Federação de Futebol de Hải Phòng
- Federação de Futebol de Thanh Hóa
- Federação de Futebol de Quảng Ninh
- Federação de Futebol de Nam Định
- Federação de Futebol de Yên Bái
- Federação de Futebol de Thái Nguyên[5]
- Federação de Futebol de Lạng Sơn

### Central
- Federação de Futebol de Đà Nẵng
- Federação de Futebol de Thừa Thiên–Huế
- Federação de Futebol de Quảng Nam
- Federação de Futebol de Quảng Ngãi
- Federação de Futebol de Bình Định
- Federação de Futebol de Phú Yên
- Federação de Futebol de Gia Lai
- Federação de Futebol de Lâm Đồng
- Federação de Futebol de Đắk Lắk
- Federação de Futebol de Kon Tum

### Sul
- Federação de Futebol de Saigon
- Federação de Futebol de Đồng Tháp
- Federação de Futebol de Bình Dương
- Federação de Futebol de Tây Ninh
- Federação de Futebol de Long An
- Federação de Futebol de Vĩnh Long
- Federação de Futebol de An Giang
- Federação de Futebol de Tiền Giang